# 伊藤洋華堂

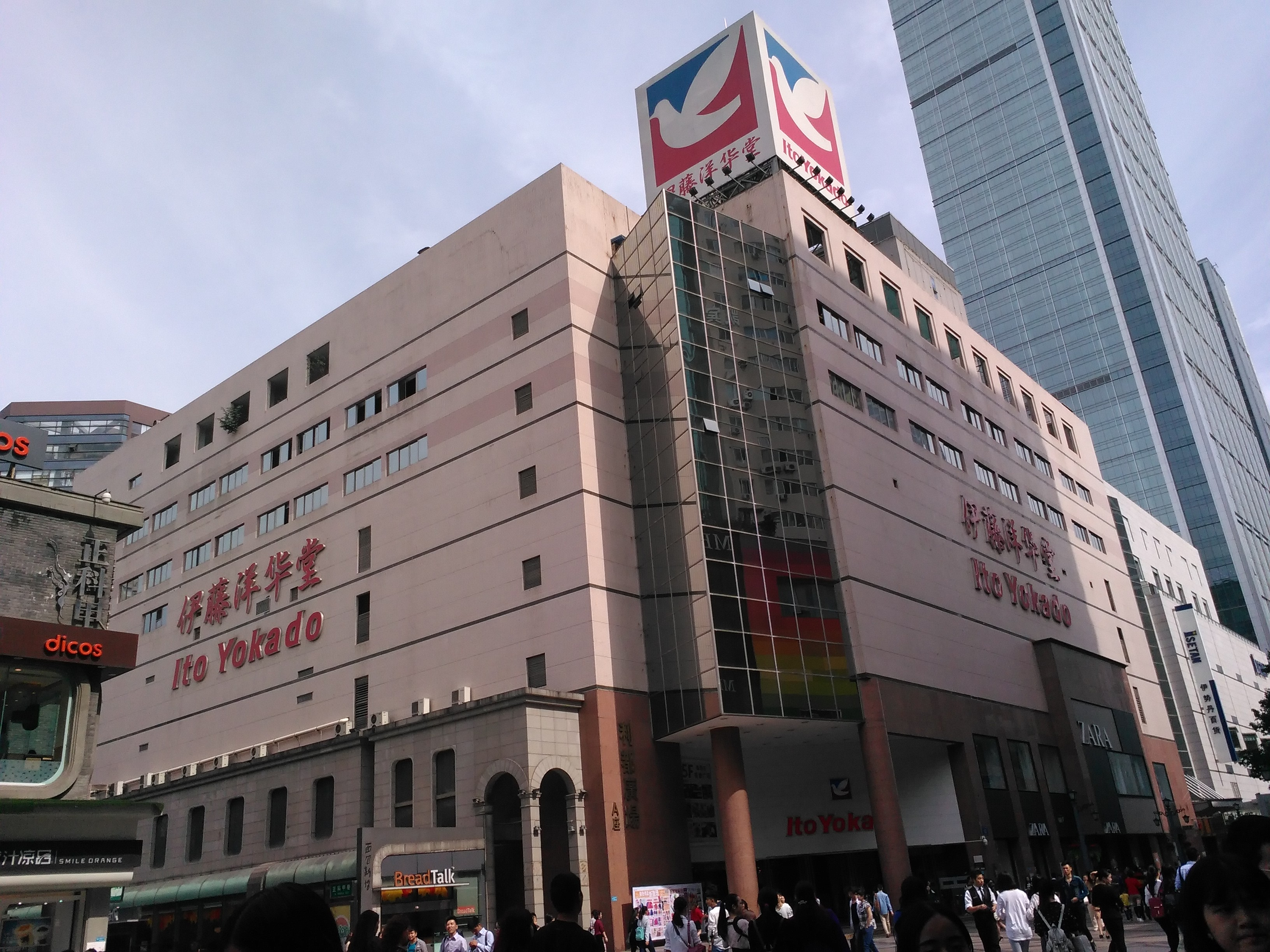
伊藤洋華堂成都春熙店

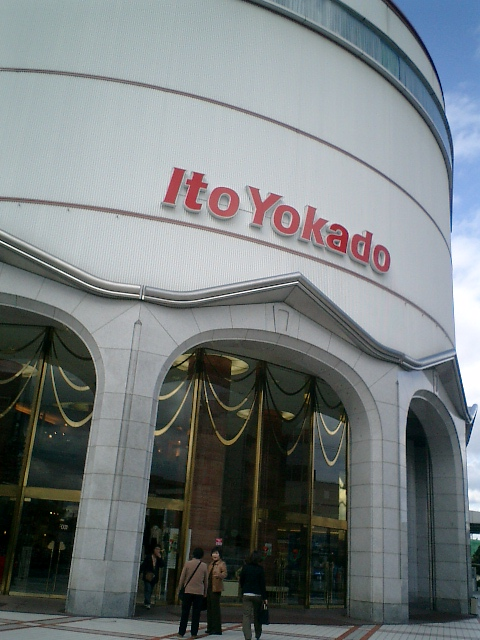
伊藤洋華堂奈良店

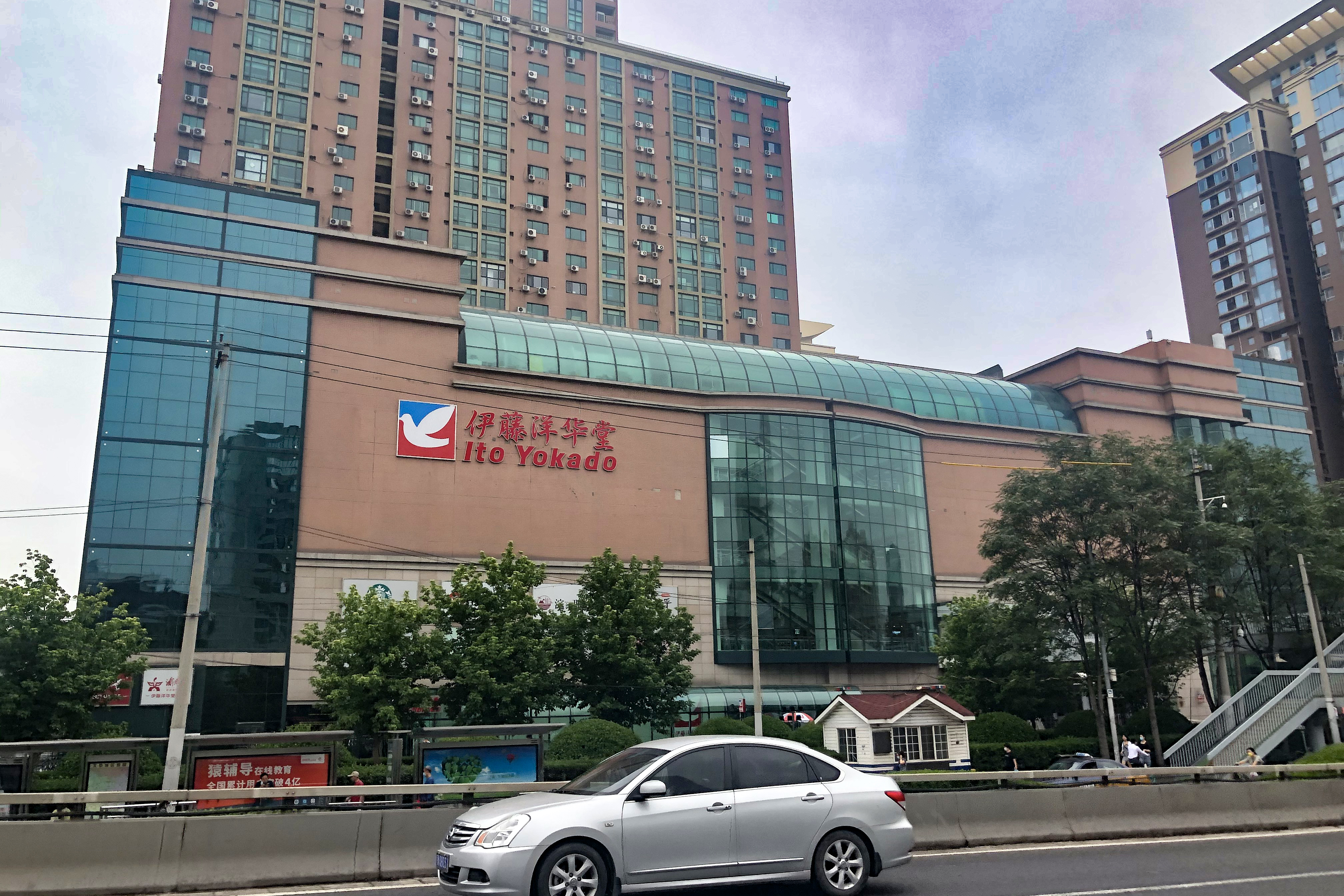
伊藤洋華堂北京亚运村店

伊藤洋華堂（Ito Yokado），又名伊藤榮堂，是一家日本百货公司，隶属于7&I控股。

## 历史
於1920年創立，前身為「羊華堂洋品店」，現時是日本主要零售企業，在日本全國各地經營量販店，亦有從事其他業務。
1996年进入中國大陸，1997年11月在四川成都开出首店，此外也在北京（在北京称为华堂商场）、乐山等地开展零售業務。
伊藤洋華堂曾是世界著名便利店7-Eleven的母公司，現時兩間公司同樣隸屬由伊藤洋華堂於2005年9月1日成立的新控股公司7&I控股（Seven & I Holdings）。
7&I控股其後在2005年12月26日以20億美元購買同時擁有日本崇光百貨及西武百貨店的Millennium Retailing Inc.（2009年更名崇光·西武）的控制性股權，成為日本最大及世界第五大的零售企業。

## 营业规模
在成都拥有5家门店及2家食品生活馆：
- 双楠店
- 锦华店
- 建设路店
- 高新店
- 温江店
- 华府大道食品生活馆
- 金融城食品生活馆

在乐山市拥有一家门店：乐山店

## 外部連結
- 官方网站  （日語）
- 7&I控股 （页面存档备份，存于） （英文）
- 伊藤洋华堂（中国） （页面存档备份，存于） （简体中文）

1. ↑  . 成都伊藤洋华堂有限公司.   [2025-01-06]. （原始内容存档于2025-01-14）.
2. ↑  . 成都伊藤洋华堂有限公司.   [2025-01-06]. （原始内容存档于2025-01-26）.